# Борис Бабочкин
Борис Андреевич Бабочкин (на руски: Бори́с Андре́евич Ба́бочкин) е руски актьор, режисьор, народен артист на РСФСР (1935). Член на КПСС от 1948 г. Носител е на Държавна награда на СССР (1941 и 1951). 

## Биография
Борис Бабочкин е роден на 18 януари 1904 г. в Саратов, Русия. Учи в Москва, oт 1921 г. работи като театрален актьор, a от 1935 г. като режисьор. Oт 1927 г. започва да се снима в киното. В периода 1931-35 г. е актьор в Ленинградския академичен драматичен театър „Пушкин“. Оглавява Драматичен театър „Горки“ в периода 19381940 г.
От 1955 г. играе в Малий театър. Широко известен е с ролята си на Чапаев в едноименния филм „Чапаев“ (1934). Гостувал е в Народния театър в София като режисьор.

## Смърт
Борис Бабочкин умира на 17 юли 1975 година в Москва. Погребан е на Новодевическото гробището.

## Избрана филмография
| година | филм   | оригинално заглавие | роля           | режисьор       |
| ------ | ------ | ------------------- | -------------- | -------------- |
| 1934   | Чапаев | Чапаев              | Василий Чапаев | Братя Василеви |

### Театър
- Влас – „Дачници“, Максим Горки;
- Иванов – „Иванов“, Антон Чехов;